# Bayerische D VIII
Die Lokomotiven der Gattung D VIII waren Nassdampflokomotiven der Königlich Bayerischen Staatseisenbahnen.

## Geschichte
Für die Bahnstrecke Bad Reichenhall–Berchtesgaden, die Steigungen bis zu 40 ‰ und Bogenradien von bis zu 180 m aufwies, wurden 1888 neue Lokomotiven benötigt. Die Münchner Lokomotivfabrik Krauss & Comp. lieferte zunächst drei Maschinen mit den Fabriknummern 1919, 1920 und 2000, die die Bahnnummern 904–906 und die Namen „Kirchberg“, „Hallthurm“ und „St. Zeno“ erhielten. Der leistungsfähige Kessel erforderte eine Laufachse, die nach einem Vorschlag von Richard von Helmholtz als Schleppachse in Form eines Krauss-Helmholtz-Lenkgestells angeordnet wurde. Der Laufradsatz hatte ein Seitenspiel von ± 31 mm und der letzte Kuppelradsatz ± 25 mm, die Kuppelzapfen waren kugelig ausgebildet und die Kuppelstange am Treibzapfen mit einem Kreuzgelenk versehen. So ausgestattet hatten die Lokomotiven auf der schnelleren Bergabfahrt, die rückwärts erfolgte, gute Laufeigenschaften, während für die langsamere Bergauffahrt die Führung durch den ersten Kuppelradsatz ausreichend war.
1890 lieferte Krauß zwei weitere Lokomotiven mit den Nummern 946 und 947 mit den Namen „Fuchstein“ und „Bischofswiesen“ aus. 1893 beschafften die Bayerischen Staatsbahnen noch einmal fünf Lokomotiven, welche mit den Nummern 1901 bis 1905 bezeichnet wurden, aber keine Namen mehr erhielten. Mit diesen zehn Maschinen konnte der Verkehr auf der Gesamtstrecke Freilassing–Berchtesgaden bewältigt werden.
1898 wurden für die Lokalbahn Mering–Weilheim erneut vier Maschinen beschafft, die die Nummern 1906 bis 1909 erhielten, und 1903 noch einmal fünf für die Lokalbahn Pasing–Herrsching. Bei diesen neun Lokomotiven lag der Kohlenkasten hinter dem Führerhaus, so dass sich der Abstand zwischen dritter Kuppelachse und Laufradsatz um 200 mm und die Gesamtlänge der Lokomotiven um 500 mm vergrößerten. Außerdem entfiel die Riggenbach-Gegendruckbremse der ersten Serie. Kessel (bis auf die Anordnung des Dampfdoms) und Triebwerk und damit auch die Leistung blieben unverändert.
Die Pfalzbahn hat mit der Gattung T 4.I ähnliche Lokomotiven erhalten, die jedoch etwas kleiner waren und auch einen geringeren Treib- und Laufraddurchmesser aufwiesen.
Die Deutsche Reichsbahn übernahm 1925 neun der zehn Lokomotiven der ersten Serie und alle neun der zweiten Serie als Baureihe 986 mit den Nummern 98 661–669 und 98 671 und 98 679. Die erste Serie war bis 1933 ausgemustert, die zweite bis etwa 1937.

## ÖBB 891.01
Die ehemalige D VIII 1909 gelangte nach dem Zweiten Weltkrieg an die ÖBB und war dort bis 1958 als ÖBB 891.01 im Dienst.

## Augsburger Localbahn
Die Augsburger Localbahn (AL) hat 1913 von Krauss drei Lokomotiven gekauft, die der D VIII der zweiten Serie entsprachen. Die Lokomotiven mit den Nummern 1–3 bewährten sich auf den z. T. sehr engen Radien der Localbahn sehr gut, so dass noch 1937 – nach fast 40 Jahre alten Zeichnungen – eine vierte Lokomotive dieses Typs angeschafft wurde, diesmal von Krauss-Maffei. Diese Lokomotive erhielt die Bahnnummer 5.
Die Lokomotiven Nr. 1 und 3 wurden 1957 verschrottet, die Nr. 2 und 5 wurden 1956 an das Südchemie-Werk in Kelheim verkauft.